# Coleocephalocereus
Coleocephalocereus — род кактусовых, входящий в подсемейство Cactoideae.

## Ботаническое описание
Растения с прямостоячими или стелющимися, обычно неветвистыми или ветвистыми лишь в основании, продолговатыми, цилиндрическими или колоннообразными стеблями, иногда достигающими 5 м в высоту. Рёбра неострые, в количестве от 6 до 35. Колючки мягкие или жёсткие, игловидные, различно окрашенные, до 45 см длиной.
Цветки воронковидной, колокольчатой или трубковидной формы, 2—8 см длиной, раскрываются ночью.
Плоды шаровидной или булавовидной формы, красного или сиреневого цвета, голые, гладкие, до 2,5 см длиной. Семена чёрного цвета, шаровидной или грушевидной формы.

## Распространение
В дикой природе виды этого рода произрастают исключительно в Бразилии.

## Таксономия
Род Coleocephalocereus был описан в 1938 году. Делится на три подрода: Buiningia, Coleocephalocereus и Simplex. Типовой вид рода — Coleocephalocereus fluminensis — первоначально был помещён в род Cereus.

### Синонимы
- Buiningia Buxb., 1971

### Список видов
- Coleocephalocereus aureus F.Ritter, 1968
- Coleocephalocereus braunii Diers & Esteves, 1985
- Coleocephalocereus buxbaumianus Buining, 1974
- Coleocephalocereus diersianus P.J.Braun & Esteves, 1988
- Coleocephalocereus estevesii Diers, 1978
- Coleocephalocereus fluminensis (Miq.) Backeb., 1941
- Coleocephalocereus goebelianus (Vaupel) Buining, 1970
- Coleocephalocereus pluricostatus Buining & Brederoo, 1971
- Coleocephalocereus purpureus (Buining & Brederoo) F.Ritter, 1979